# Canis Lupus (band)
Canis Lupus är ett svenskt gothic rock-band, bildat i slutet av 1999.

## Historia

### 1999–2000
Bandet bildades i Lindesberg hösten 1999 när Daniel Sandberg (gitarr), Robert Öst (sång), Daniel Lindmark (bas) och Andreas Valette (trummor) träffades under Augustibuller. Några veckor senare träffade de Christer Pilblad (då Svensson), som var arrangör och en av initiativtagarna till Augustibuller och han blev därefter gitarrist nummer två. Kort därefter lämnade Daniel Sandberg Canis Lupus för att göra lumpen och ersattes av Tony Lindén på gitarr och strax därefter kom Anna Karlsson med på keyboard.
Två månader senare spelade Canis Lupus in sin första demo, en självbetitlad sexspårshistoria som dock aldrig kom att släppas offentligt. Inspelad och mixad på endast 14 timmar har den sedan dess refererats till som "14 Hours of Pain". Anna Karlsson ersattes p.g.a. flytt först tillfälligt av Emelie Fagrell som körat på demoinspelningen. Men när Karlsson beslutade sig för att lämna gruppen permanent hade Daniel Sandberg kommit tillbaka och blev keyboardist i stället. I augusti 2000 spelade man på Augustibuller, ett år efter att man träffats på denna festival.
Även Tony Lindén beslutade sig för att lämna bandet. Det innebar att Daniel Sandberg återtog sin ursprungliga plats som gitarrist och Emelie Fagrell återigen klev in som keyboardist.

### 2001–2003
I början av 2001 gav man ut trespårsdemon "Believer", den första i en trilogi av demoskivor. Spelningarna hade nu blivit fler vilket inte fungerade för Emelie Fagrell som lämnade. Hon ersattes av utökade backtracks som man under inspelningen av "Believer" hade börjat experimentera med. Daniel Lindmark slutade efter denna demoskiva och ersattes snart av den tidigare gitarristen Tony Lindén. Denna sättning gav i slutet av 2001 ut del två i trilogin, "Receiver" och strax därefter påbörjade man inspelningen av den sista delen, "Deceiver". Man spelade även ytterligare en gång på festivalen Augustibuller i hemstaden Lindesberg.
På en av de tre låtarna på Deceiver använde man sig av körsångerskan Lisa Avdic, och hon blev därefter även medlem i Canis Lupus. Den nya sättningen påbörjade i slutet av 2002 inspelningen av ytterligare en demo som kom att avslutas under 2003, ytterligare en trespårsdemo betitlad "Lights May Pass". Canis Lupus bestod nu, efter några år av konstant medlemsbyte, av Robert Öst (sång), Andreas Valette (trummor), Daniel Sandberg (gitarr), Christer Svensson (gitarr), Tony Lindén (bas) och Lisa Avdic (kör).

### 2004–2006
Canis Lupus spelade in fyra låtar som släpptes under 2005 som "Chasing the Gods". 2006 gick man in i studion tillsammans med producenten Rikard Löfgren (tidigare medlem i Bay Laurel och producent åt bl.a. Sparzanza) för att spela in en ny version av låten "Symmetry" från 2001 års demo "Receiver". Låten döptes till "Symmetry 2006" och hamnade på Digfis och Studiefrämjandets samlingsskiva "Demobanken 2006".
Sångaren Robert Öst lämnade p.g.a. en konflikt strax därefter Canis Lupus och Lisa Avdic följde hans exempel. Daniel Sandberg gav sig strax därefter ut på en resa i Sydostasien för att sedan bosätta sig i Thailand. Tony Lindén, Christer Pilblad (byte av efternamn skedde 2004) och Andreas Valette försökte att återstarta Canis Lupus, men de gav till sist upp och det hela rann ut i sanden.

## Skivsläpp och återstart
Några år efter att Canis Lupus lagts ned upptäckte Andreas Valette att bandets låtar hade hamnat på Youtube. Fans från olika länder hade klippt ihop egna videos till bandets låtar och de hade fått goda kommentarer. Andreas Valette började skriva in egna kommentarer och hade snart etablerat kontakt med Oskar Terramortis i Finland som hade skivetiketten Gothic Music Records. Han var intresserad av att släppa en skiva med Canis Lupus på etiketten och då inget nytt material fanns att tillgå påbörjades ett febrilt letande efter originalinspelningarna, och texter. Susanne Johansson som skapat all artwork till de tidigare demo-skivorna tackade ja till att även denna gång designa och i slutet av 2013 kom skivan "Shape of the Ghost" ut på CD. Skivan innehöll nio spår tagna från demo-skivorna "Deceiver", "Lights May Pass" och "Chasing the Gods" samt låten "Symmetry 2006". Den 28 maj 2014 fanns skivan tillgänglig på de stora streamingtjänsterna.
I och med skivsläppet och de goda recensionerna skivan fick startades processen med att återbilda Canis Lupus. Ny sångare blev Thomas Green som Christer Pilblad hittade på en privatfest i de värmländska skogarna, Mikael Wester, som tidigt i karriären vikarierat som basist på ett par spelningar blev nu fast basist och på kör klev Ann Gunnarsson in, en gammal vän till Christer Pilblad och Mikael Wester. Den 28 maj 2016 genomfördes den första Canis Lupus-konserten sedan 2006. Denna konsert skedde på Hillstreet i Lindesberg där bandet sedan starten repat och har spelat in allt material utom de två första demo-skivorna.
På hösten 2016 påbörjades inspelningen av en ny skiva, "Dust and the Civilization of Ghosts", men som 2017 tillfälligt avbröts då Thomas Green av personliga skäl tvingades sluta i Canis Lupus. Bandet beslöt sig för att fråga sin f.d. gitarrist/keyboardist Daniel Sandberg om han ville bli ny sångare. Daniel Sandberg hade återvänt till Sverige efter många år i Thailand och var nu tillgänglig och villig att på nytt gå med i Canis Lupus. Inspelningen av det kommande albumet fortskred när Ann Gunnarsson tvingades avsäga sig sin plats i bandet p.g.a. sitt arbete. Man valde dock att inte ersätta Ann Gunnarsson utan fortsatte utan kör.
Deepland Records i Brasilien blev till sist det skivbolag som tog på sig uppdraget att släppa Canis Lupus nya skiva. Den 15 maj 2020 firade man detta med en releasefest på nätet , den 28 maj fanns skivan tillgänglig på streamingtjänster som Spotify och någon månad senare i fysisk form (CD). Innan releasen av "Dust and the Civilization of Ghosts" gjorde Canis Lupus en större intervju med Absolution NYC

## Diskografi

### Demoskivor[14]
- 2000 - Canis Lupus (14 Hours of Pain)
- 2000 - Believer
- 2001 - Receiver
- 2002 - Deceiver
- 2003 - Lights May Pass
- 2003 - Some Misstakes Wander by Themselves
- 2005 - Chasing the Gods
- 2017 - The Final Dream (endast download)

### Skivor
- 2006 - Demobanken 2006, Spår: "Symmetry 2006" (Digfi/Studiefrämjandet)
- 2013 - Shape of the Ghost (Gothic Music Records)
- 2014 - This is Gothic Rock Vol II, Spår: "Sedative" (Gothic Music Records)
- 2020 - Dust and the Civilization of Ghosts (Deepland Records)